# 소마 마스타네

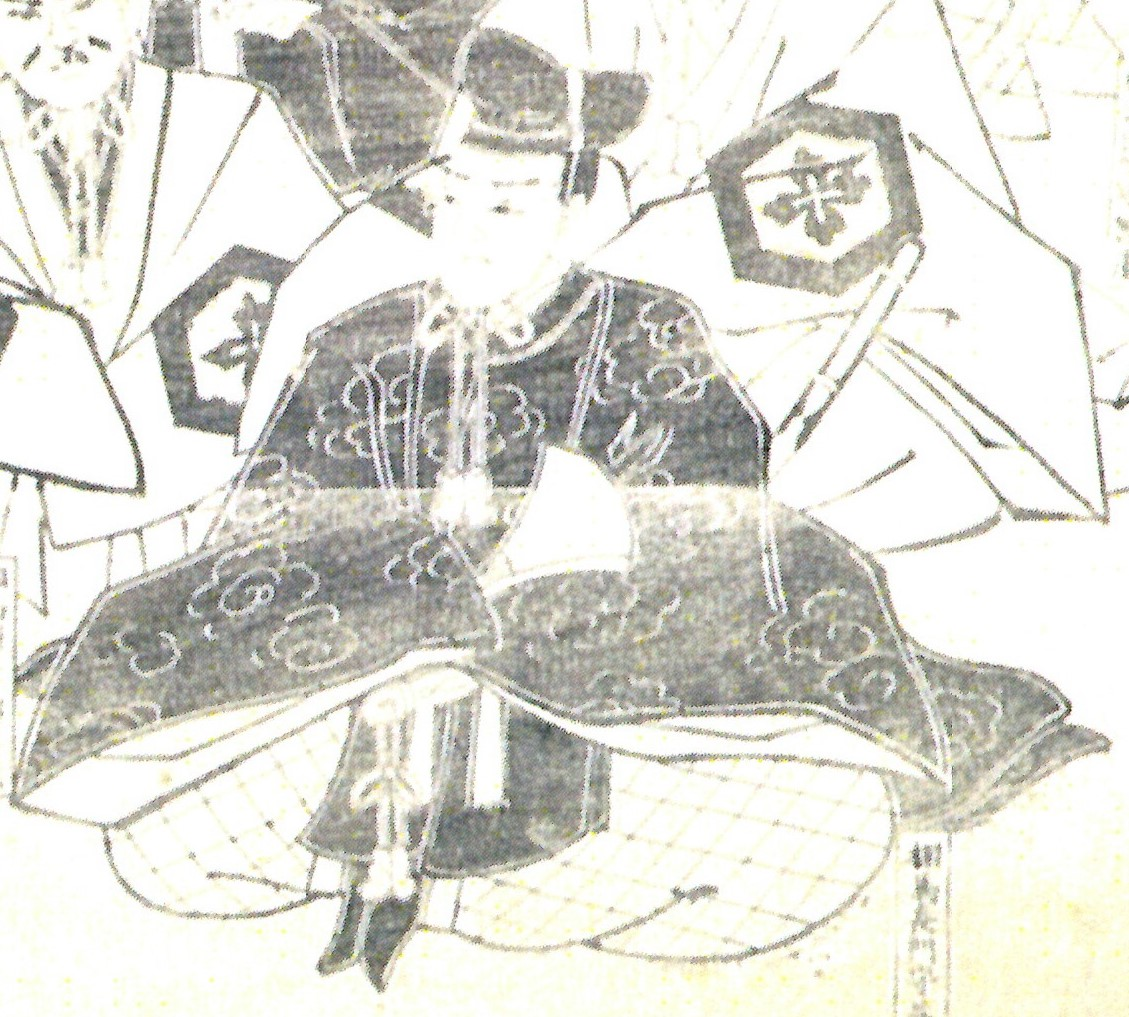
소마 마스타네

소마 마스타네(일본어: 相馬益胤, 1796년 2월 18일 ~ 1845년 7월 15일)는 일본 에도 시대의 다이묘이며, 소마 나카무라번의 11대 번주이다. 관위는 종5위하, 나가토노카미(長門守)이다.
9대 번주 소마 요시타네의 넷째 아들로 태어났다. 형인 10대 번주 소마 무라타네가 1813년에 은거하자 그 적자로서 번주 자리에 올랐다. 1817년부터는 번의 정치 개혁에 착수하여 재정의 재건을 꾀했다. 1835년에 은거하여 장남 미치타네에게 번을 물려주었다. 1845년에 사망하였다.
| 전임 소마 무라타네 | 제11대 소마 나카무라번 번주 1813년 ~ 1835년 | 후임 소마 미치타네 |